# 2MASS J00361617+1821104
2MASS J00361617+1821104 (簡寫為 2MASS 0036+1821) 是一顆位於雙魚座的棕矮星，距離地球28.4光年。
2MASS 0036+1821的光譜類型為L3.5，表面溫度為1300-2000K。與其他L 型棕矮星一樣，它的光譜主要是金屬氫化物和鹼金屬。由於自行運動，它的位置每年移動0.9071角秒。
2MASS 0036+1821的表面完全被雲層覆蓋，儘管雲層看起來很薄（小於十個光學深度），由於異常快速的旋轉，它在光球層級擁有超過1000 G的強磁場，並以其無線電發射而聞名。

## 外部連結
- Entry at DwarfArchives.org 的存檔，存档日期2019-06-10.
- Discovery paper （页面存档备份，存于）
- Simbad （页面存档备份，存于）